# باقرآباد بيردوستي (مقاطعة دلفان)
باقرآباد بيردوستي (بالفارسية: باقرآباد پیردوستی) هي قرية تقع في قسم ايتيوند الشمالي الريفي (مقاطعة دلفان) في إيران. يقدر عدد سكانها بـ 35 نسمة .